# Station Larne Harbour
Station Larne Harbour  is een spoorwegstation in Larne in het Noord-Ierse graafschap Antrim. Het station is het eindpunt van de lijn Belfast - Larne. Op werkdagen rijdt er, mede afhankelijk van de vertrektijden van de veerboten, ieder uur een trein richting Belfast.